# Arcidiocesi di Lione

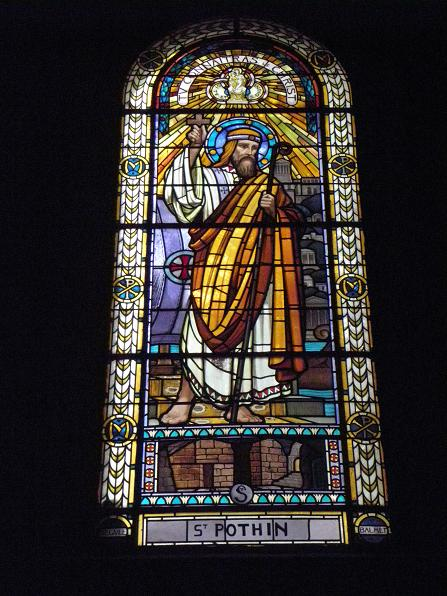
Vetrata raffigurante san Potino, protovescovo di Lione, nella chiesa a lui dedicata nella città arcivescovile.

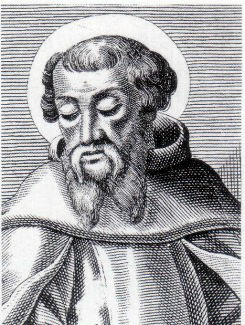
Sant'Ireneo, vescovo di Lione e dottore della Chiesa.

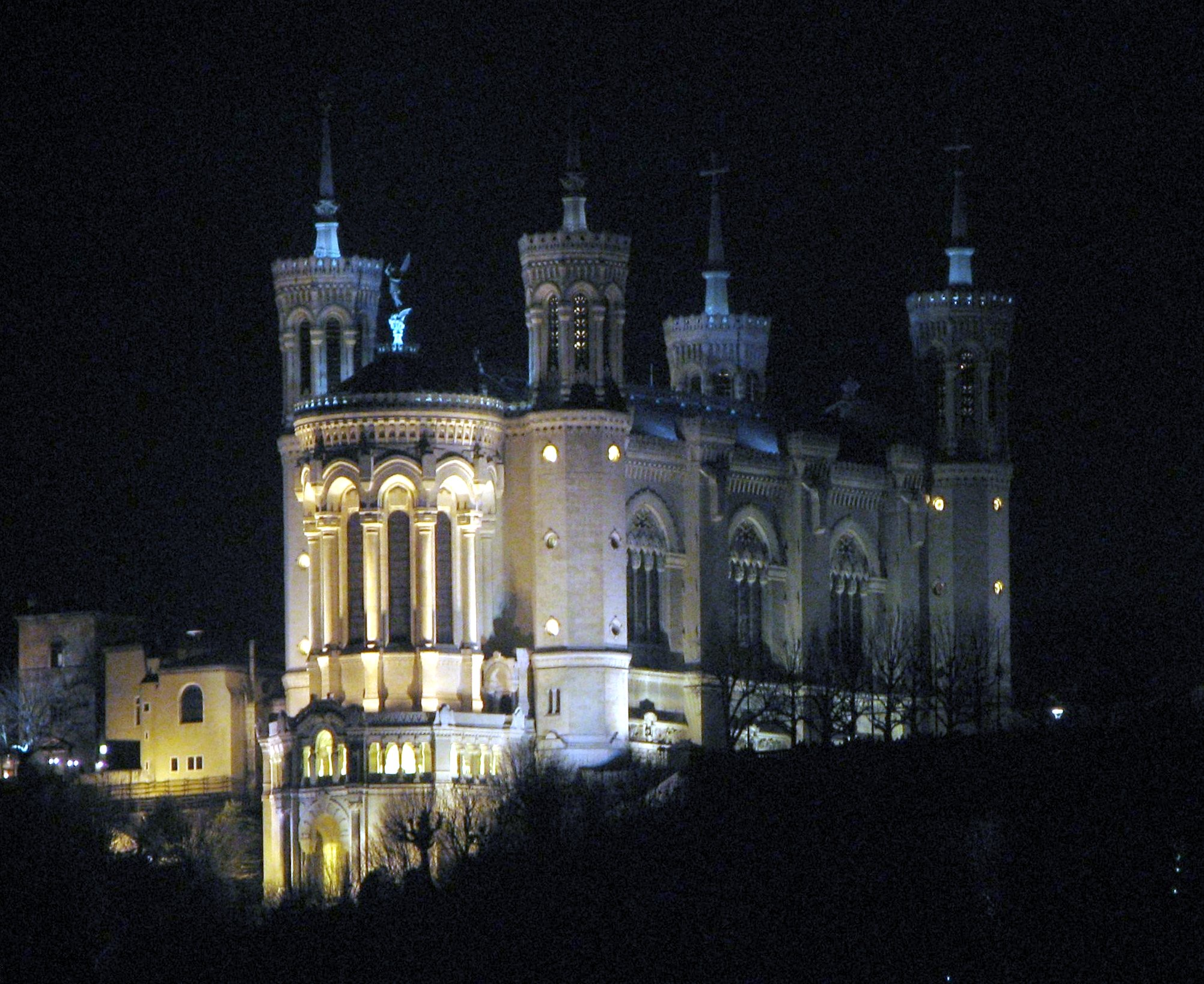
La basilica di Notre-Dame de Fourvière.

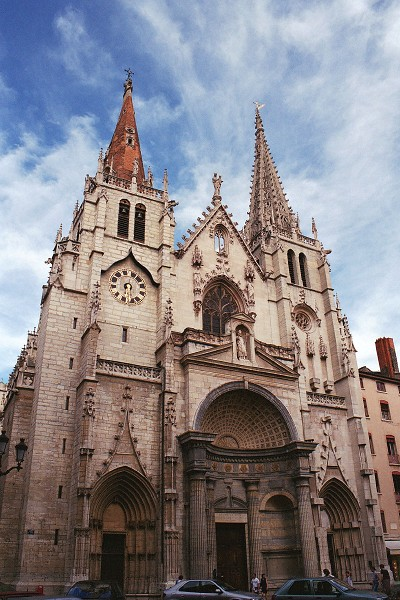
La chiesa di San Nicezio.

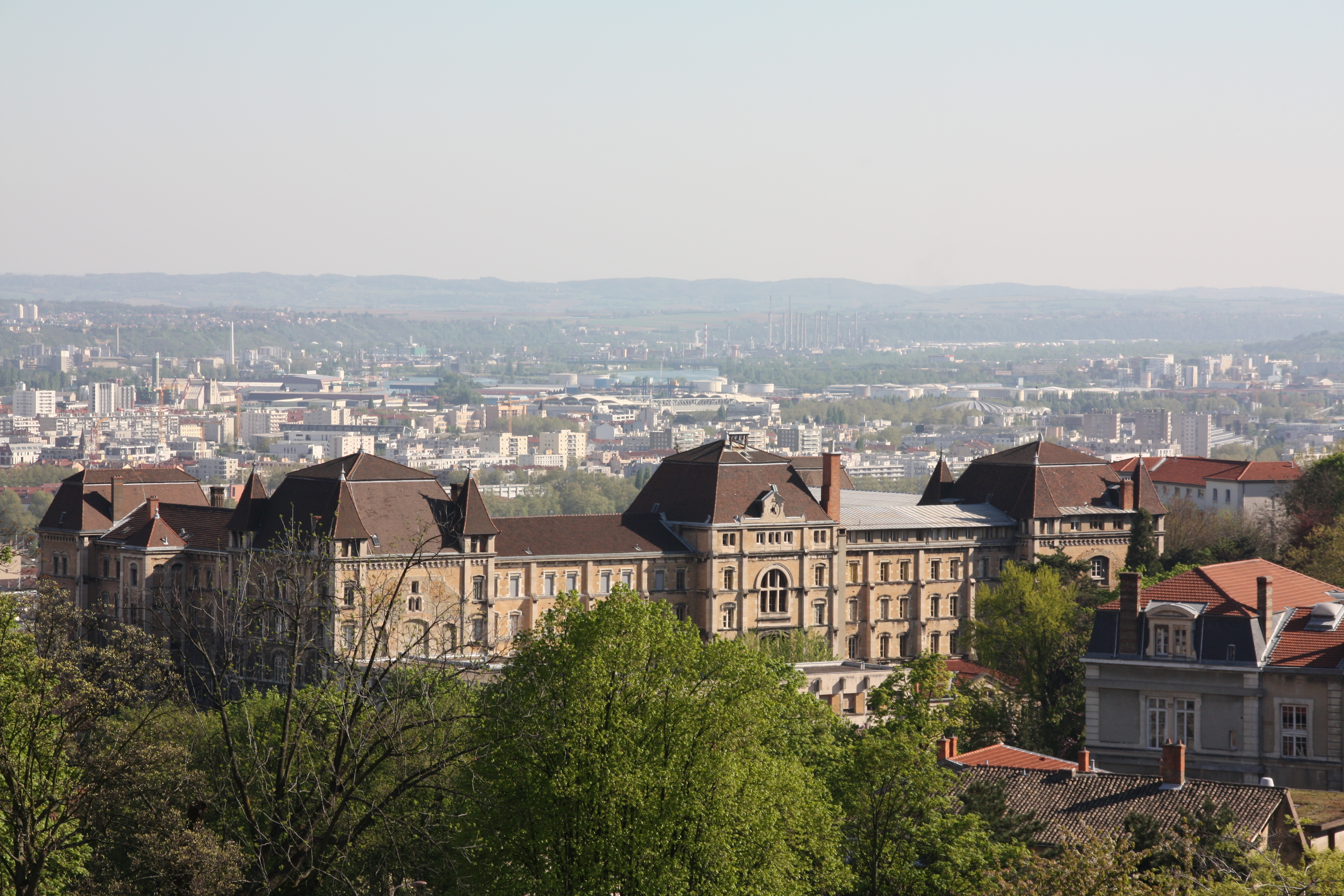
Uno dei seminari di Lione, oggi sede del Lycée de Saint-Just.

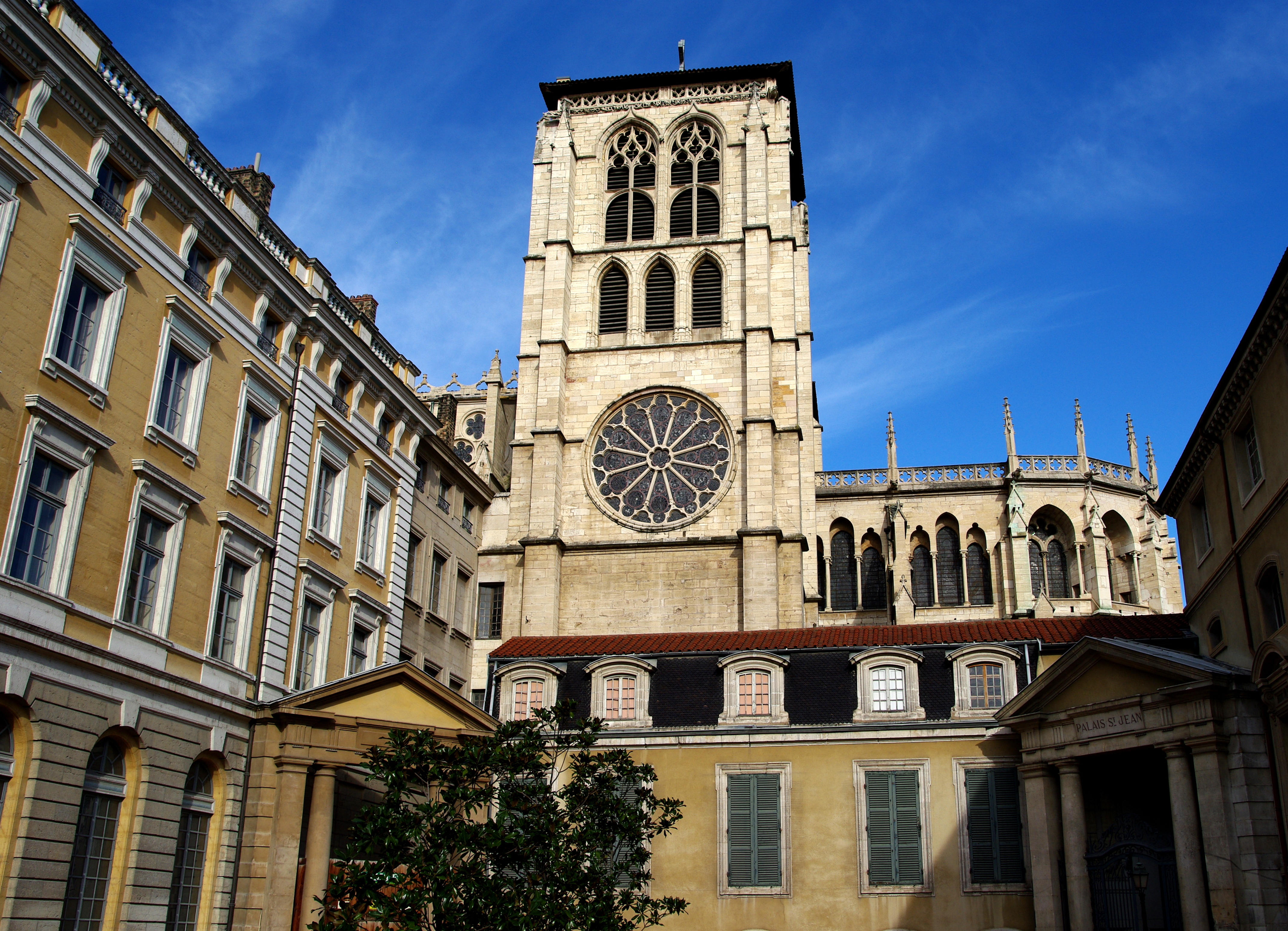
Il cortile interno dell'antico palazzo arcivescovile di Lione.

L'arcidiocesi di Lione (in latino: Archidioecesis Lugdunensis) è una sede metropolitana della Chiesa cattolica in Francia. Nel 2021 contava 1.304.240 battezzati su 2.038.830 abitanti. È retta dall'arcivescovo Olivier de Germay.

## Territorio
L'arcidiocesi comprende il dipartimento francese del Rodano e l'arrondissement di Roanne nel dipartimento della Loira.
Sede arcivescovile è la città di Lione, dove si trovano la cattedrale di San Giovanni Battista, e tre basiliche minori: Saint-Martin d'Ainay, Notre-Dame de Fourvière e San Bonaventura a Lione.
Il territorio è suddiviso in 133 parrocchie, raggruppate in 3 arcidiaconati: l'arcidiaconato Saint-Jean comprensivo dell'agglomerato urbano di Lione; l'arcidiaconato Saint-Pierre, che si estende sul resto del dipartimento del Rodano; l'arcidiaconato Notre-Dame che copre l'arrondissement di Roanne.

### Provincia ecclesiastica
Dal 2002 la provincia ecclesiastica di Lione è costituita dalle seguenti suffraganee:
- Diocesi di Annecy
- Diocesi di Belley-Ars
- Arcidiocesi di Chambéry, Saint-Jean de Maurienne e Tarantasia
- Diocesi di Grenoble-Vienne
- Diocesi di Saint-Étienne
- Diocesi di Valence
- Diocesi di Viviers

## Storia
La Chiesa di Lione è la più antica chiesa di Francia e, ad eccezione di Roma e probabilmente di Cartagine, non esiste altra Chiesa in Occidente che possa vantare un'origine così remota.
Lugdunum era nel II secolo una ricca città della Gallia celtica, centro commerciale, economico ed amministrativo. Le scoperte archeologiche ed epigrafiche testimoniano inoltre che era una città cosmopolita, per la presenza di comunità siriache, greche, egizie, asiatiche, dove convivevano diversi culti tipicamente orientali, come quelli di Mitra e di Cibele.
In questo contesto si sviluppa un'importante comunità cristiana, illustrata dai cosiddetti martiri di Lione nell'anno 177, così come ci è descritto da Eusebio di Cesarea nella sua Historia ecclesiastica. Il racconto di Eusebio, incentrato su una lettera scritta dai cristiani di Lione, informa inoltre che la comunità lionese era organizzata e strutturata in diocesi, guidata dal vescovo Potino, venerato come santo già nel martirologio geronimiano. A Potino succedette sant'Ireneo, il cui pensiero e gli scritti contribuirono allo sviluppo della teologia cristiana occidentale, in particolare per quanto riguarda la successione apostolica.
All'inizio del IV secolo, in seguito all'editto di Milano, l'imperatore Costantino I liberalizzò la religione cristiana. Lione, già capitale dal punto di vista amministrativo della provincia romana della Gallia Lugdunense prima, diventò dal punto di vista ecclesiastico sede metropolitana della medesima provincia. Inizialmente le furono suffraganee le diocesi di Autun e di Langres; a queste si aggiunse ben presto la diocesi di Chalon e più tardi (VI secolo) quella di Mâcon.
Scarse sono le notizie sull'arcidiocesi nel corso del VII e VIII secolo sia per la scarsità di documenti relativi a questo periodo sia per la criticità del periodo storico che vide la fine dei regni merovingi e l'attacco dei Saraceni che portarono morte e distruzione (725). Solo con l'instaurarsi della dinastia carolongia all'inizio del IX secolo, Lione poté riprendersi e rinvigorirsi, grazie soprattutto all'opera degli arcivescovi Leidrado e Agobardo. Leidrado, molto legato a Carlo Magno al punto da definirsi humillimus servulus vester, e in diverse occasioni missus dell'imperatore, si sforzò di restaurare spiritualmente e moralmente la sua diocesi, oltre a mettere in atto un vasto progetto di ricostruzione materiale. Agobardo lottò soprattutto per la salvaguardia dei beni della Chiesa contro le usurpazioni dei laici, opera continuata dal suo successore san Remigio I. A Leidrado e ad Agobardo si devono inoltre la riorganizzazione di un antico scriptorium e l'istituzione dei capitoli regolari di canonici. A Lione nel medioevo, oltre a quello della cattedrale, possedevano un capitolo regolare le chiese di Saint-Paul, Saint-Just, Saint-Nizier e Saint-Georges.
La diocesi sviluppò un proprio rito liturgico, il rito lionese, che è già attestato nel IX secolo. Sarà progressivamente romanizzato, ma si conserverà fino alla riforma liturgica del 1969.
Nella seconda metà dell'XI secolo papa Gregorio VII concesse all'arcivescovo san Giubino e ai suoi successori il titolo di primate delle Gallie, limitando la primazia sulle antiche province della Gallia Lugdunense, ossia Rouen, Sens e Tours. Tra XI e XII secolo, gli arcivescovi di Lione ebbero inoltre il controllo pressoché completo sulla città e il territorio circostante, esercitando al contempo il potere giudiziario e quello di polizia.
Nel XIII secolo si celebrarono a Lione due concili ecumenici della Chiesa cattolica alla presenza del papa: il concilio di Lione I (giugno-luglio 1245), convocato da Innocenzo IV, con una procedura senza precedenti privò l'imperatore Federico II di tutti i diritti imperiali e regali, compreso quello dell'obbedienza da parte dei sudditi, e venne solennemente deposto come spergiuro, apostata e traditore; il concilio di Lione II (maggio-luglio 1274), convocato da Gregorio X, che siglò l'effimera unione tra la Chiesa latina d'Occidente e quella greca d'Oriente.
Nel 1515 cedette una porzione di territorio a vantaggio dell'erezione dell'effimera diocesi di Bourg, già soppressa nel 1534.
La riforma protestante prese piede a Lione già a partire dal 1524 e si sviluppò soprattutto verso la metà del secolo. Molto dura fu la controffensiva cattolica, che portò al rogo diverse decine di protestanti; queste iniziative, invece di fermare il movimento religioso, lo ingrandì ulteriormente. La fase repressiva lasciò ben presto il passo alla predicazione controversista, sostenuta soprattutto dai gesuiti del collegio della Trinità, e da alcuni preti, tra i quali si distinse Edmond Auger. La restaurazione cattolica fu portata a termine dall'arcivescovo Pierre d'Épinac, uomo rigoroso e serio, che riformò l'amministrazione della diocesi con energia e con l'esempio.
Tra i grandi arcivescovi della controriforma, si distinsero in particolare: Denis-Simon de Marquemont († 1626), che conobbe da vicino san Francesco di Sales, morto a Lione nel 1622, e che favorì l'istituzione in diocesi di diversi nuovi ordini religiosi; Alphonse-Louis du Plessis de Richelieu († 1653), fratello del più famoso cardinale Richelieu, che si distinse soprattutto per il suo fervore religioso e la sua umiltà; Camille de Neufville de Villeroy († 1693), che fondò il seminario arcivescovile "Sant'Ireneo".
Tra le grandi figure di santi lionesi del periodo post-tridentino è da segnalare in particolare san Vincenzo de' Paoli, che fu parroco a Châtillon, oggi nel dipartimento dell'Ain, all'epoca parte integrante dell'arcidiocesi, e che in seguitò fondò a Parigi la congregazione dei Lazzaristi.
In seguito al concordato con la bolla Qui Christi Domini di papa Pio VII del 29 novembre 1801 l'arcidiocesi si ampliò inglobando l'antica diocesi di Belley e parte dell'antica diocesi di Mâcon. Tra 1802 e 1839 fu arcivescovo il cardinale Joseph Fesch, zio di Napoleone, che peraltro vi risiedette solo pochi mesi in tutto il suo episcopato. Si stabilì in Italia dopo il 1815, dopo essere già stato per anni ambasciatore a Roma e poi consigliere ecclesiastico del nipote a Parigi. Dal 1823 (dopo un primo tentativo nel 1817) fu privato di fatto del governo pastorale, che fu assegnato ad un amministratore apostolico.
Il 6 ottobre 1822 in forza della bolla Paternae caritatis dello stesso papa Pio VII fu ristabilita la diocesi di Belley, scorporandone il territorio dall'arcidiocesi di Lione; contestualmente fu assegnato agli arcivescovi di Lione il titolo della soppressa sede metropolitana di Vienne. La stessa bolla definisce la nuova provincia ecclesiastica di Lione composta dalle diocesi di Autun, Langres, Digione, Saint-Claude e Grenoble.
Melchior de Marion-Brésillac l'8 dicembre 1856 fondò a Lione la Società delle missioni africane.
Nell'Ottocento l'arcidiocesi dette alla Chiesa alcuni santi, tra cui Antoine Chevrier, fondatore dell'istituto del Prado e beatificato nel 1986; Claudine Thévenet, fondatrice delle religiose di Gesù-Maria, canonizzata nel 1993; Jean-Louis Bonnard, prete missionario della Società per le missioni estere di Parigi, martire in Vietnam e canonizzato nel 1988; Jean-Pierre Néel, anche lui missionario del M.E.P., morto in Cina e canonizzato nel 2000. Nell'Ottocento, Lione vide nascere anche la più importante e significativa opera missionaria laica, l'Oeuvre de la Propagation de la Foi, fondata da Pauline Marie Jaricot. Nel 1875 venne fondata l'università cattolica di Lione.
Il 26 dicembre 1970 l'arcidiocesi ha ceduto una porzione del suo territorio a vantaggio dell'erezione della diocesi di Saint-Étienne. Contestualmente, il suo territorio è stato ampliato con l'incorporazione di 6 parrocchie dalla diocesi di Belley e di 23 parrocchie dalla diocesi di Grenoble.
Il 15 dicembre 2006 il titolo di arcivescovo di Vienne è stato conferito ai vescovi di Grenoble.

## Cronotassi dei vescovi
Si omettono i periodi di sede vacante non superiori ai 2 anni o non storicamente accertati.
Il più antico catalogo episcopale lionese è contenuto in un evangeliario della metà del IX secolo, ed arriva fino ai vescovi Agobardo e Amolone, aggiunti di seconda mano. Il catalogo è stato redatto attorno agli anni 799-814 all'epoca del vescovo Leidrado e si baserebbe sui dittici originari della Chiesa lionese. Un secondo catalogo episcopale è riportato da Hugues di Flavigny nella sua Chronica universalis; di prima mano arriva fino al vescovo Ugo di Romans (fine XI secolo), e con le aggiunte a Humbert II di Bâgé († 1152).
- San Potino † (circa 150 - 2 giugno[18] 177 deceduto)
- Sant'Ireneo † (177 - 202[19] deceduto)
- Zaccaria †
- Elio †
- San Faustino † (menzionato nel 254)
- Vero †
- Giulio †
- Tolomeo †
- Vocio † (menzionato nel 314)
- Massimo †
- Tetradio †
- Verissimo † (menzionato nel 343)
- San Giusto † (prima del 374 - poco dopo il 381 dimesso)
- Sant'Albino †
- San Martino †
- Sant'Antioco †
- Sant'Elpidio †
- San Senatore †[20]
- Sant'Eucherio † (prima del 441[21] - 449 deceduto)[22]
- San Paziente † (451 - circa 491 deceduto)[23]
- San Lupicino †
- San Rustico † (prima del 494/495 - 25 aprile 501 deceduto)
- Santo Stefano † (all'epoca del re Gundobado)[24]
- San Vivenziolo † (prima del 515[25] - dopo il 518/523)
- San Lupo † (menzionato nel 538)
- Leonzio[26] †
- San Sacerdote † (prima del 549 - 11 settembre 552 deceduto)
- San Nicezio † (552[27] - 2 aprile 573 deceduto)
- San Prisco † (prima dell'11 settembre 573 - dopo il 22 giugno 585)[28]
- Sant'Eterio † (menzionato nel 589 - novembre o dicembre 602 deceduto)[29]
- Secondino † (602 - ?)
- Aregio † (circa 603 - dopo il 614)
- Tetrico (o Teodorico) † (menzionato nel 627)
- Ganderico † (prima del 637/638 - dopo il 650)
- Vivenzio †
- Sant'Ennemondo † (prima del 22 giugno 654 - 28 settembre 658[30] deceduto)
- San Genesio † (prima del 6 settembre 664 - settembre 678 deceduto)
- San Lamberto † (678 - dopo giugno 683)
- Goduino † (prima di ottobre 688 - dopo il 701)
- Foaldo (o Fulcoaldo) †
- Madalberto †
- Sant'Adone † (prima del 769 - dopo il 794)
- Eldoino ? †[31]
- Leidrado † (798 - circa 816 dimesso)
- Agobardo † (816 - 6 giugno 840 deceduto)
- Amolone † (16 gennaio 841 consacrato - 31 marzo 852 deceduto)
- San Remigio I † (prima del 12 settembre 852 - 28 ottobre 875 deceduto)
- Aureliano † (prima di giugno 876 - 4 luglio 894 o 895 deceduto)
- Alwala † (895 - 10 aprile 906 o 907 deceduto)
- Austerio † (906 - 916)
- Remigio II † (menzionato nel 920)
- Anscherico † (menzionato nel 926)
- Guido I † (928 - 949)
- Burcardo I † (949 - 22 giugno 963 deceduto)[32]
- Amblardo † (963 - 8 maggio 978 deceduto)
- Burcardo II † (978 - 22 giugno 1033 deceduto)
  - Burcardo III † (dopo luglio 1033 - 1034 dimesso) (usurpatore ?)[33]
- Odolrico † (1041 - dopo il 26 marzo 1045)
- Alinardo, O.S.B. † (1046 - 29 luglio 1052 deceduto)
- Filippo I ? †[34]
- Goffredo di Vergy † (1054 - 1065 dimesso)
- Umberto I † (1065 - 11 giugno 1077 deceduto)
- San Giubino † (17 settembre 1077 consacrato - ?)
- Ugo di Romans, O.Cist. † (circa 1085[35] - 7 ottobre 1106 deceduto)
- Gaucerand † (1107 - 22 marzo 1118 deceduto)
- Humbaud † (1118 - 3 novembre 1128 deceduto)
- Renaud de Semur † (1128 o 1029 - 7 agosto 1129 deceduto)
- Pierre I, O.S.B. † (1131 - 29 maggio 1139 deceduto)
- Foulque † (1139 - 28 gennaio 1142 deceduto)
- Amédée I † (1142[36] - 22 aprile 1147 o 1148 deceduto)
- Humbert II di Bâgé † (1148 - circa 1152 dimesso)
- Héracle de Montboissier † (1153 - 11 novembre 1163 deceduto)
  - Dreux (Drogon) † (1163 - 1164 deposto) (vescovo eletto)
- Guichard † (1165 - 28 luglio 1180 deceduto)
- Jean de Bellesmains † (1181 - 1193 dimesso)
- Renaud de Forez † (1193 - 22 ottobre 1226 deceduto)
- Robert d'Auvergne † (3 aprile 1227 - 6 gennaio 1234 deceduto)
- Raoul de Pinis o de La Roche-Aymon † (1235 - 5 marzo 1236 deceduto)
- Aimeric de Rives † (14 febbraio 1237 - 1245 dimesso)
  - Filippo I di Savoia † (1246 - 1267 dimesso) (vescovo eletto)
  - Guy de Mello † (30 dicembre 1267 - 19 settembre 1270 deceduto) (vescovo eletto)[37]
- Pietro di Tarantasia, O.P. † (novembre 1272 - 1273 nominato cardinale vescovo di Ostia e Velletri, poi eletto papa con il nome di Innocenzo V)
- Aimaro di Rossiglione, O.S.B. † (1273 - 7 ottobre 1283 deceduto)
- Raoul de La Tourette † (10 giugno 1284 - 7 aprile 1288 deceduto)
- Bérard de Got † (23 luglio 1289 - 18 settembre 1294 nominato cardinale vescovo di Albano)
- Enrico di Villars † (13 luglio 1295 - 18 luglio 1301 deceduto)
- Luigi di Villars † (20 luglio 1301 - 4 luglio 1308 deceduto)
- Pietro di Savoia † (7 agosto 1308 - novembre 1332 deceduto)
- Guglielmo di Sure † (16 novembre 1332 - 20 settembre 1340 deceduto)
- Guy de Boulogne † (11 ottobre 1340 - 20 settembre 1342 dimesso)
- Henri di Villars † (7 ottobre 1342 - 25 settembre 1354 deceduto)
  - Guy de la Chaume † (18 gennaio 1356 - 1356 deceduto) (vescovo eletto)
- Raymond Saquet † (10 febbraio 1356 - 14 luglio 1358 deceduto)
- Guillaume de Thurey † (25 agosto 1358 - 12 maggio 1365 deceduto)
- Charles d'Alençon, O.P. † (30 maggio 1365 - 5 luglio 1375 deceduto)
- Jean de Talaru † (5 luglio 1375 - 3 novembre 1389 dimesso)
- Philippe de Thurey † (8 novembre 1389 - 28 settembre 1415 deceduto)
- Amédée de Talaru † (15 dicembre 1417 - 1444 deceduto)
- Geoffroy de Versaillera † (20 aprile 1444 - 16 ottobre 1446 deceduto)
- Carlo di Borbone † (7 novembre 1446 - 17 settembre 1488 deceduto)
  - Jean de Foix † (20 settembre 1488 - settembre 1488 dimesso) (vescovo eletto)
- André d'Espinay † (1º ottobre 1488 - 10 novembre 1500 deceduto)
- François de Rohan † (9 dicembre 1500 - 13 ottobre 1536 deceduto)
  - Giovanni di Lorena † (20 giugno 1537 - 29 ottobre 1539 dimesso) (amministratore apostolico)
  - Ippolito II d'Este † (29 ottobre 1539 - 11 maggio 1551 dimesso) (amministratore apostolico)
- François II de Tournon † (11 maggio 1551 - 22 aprile 1562 deceduto)
  - Ippolito II d'Este † (24 aprile 1562 - 14 luglio 1564 dimesso) (amministratore apostolico, per la seconda volta)
- Antoine d'Albon † (14 luglio 1564 - 1573 dimesso)
- Pierre d'Épinac † (16 settembre 1573 - 9 gennaio 1599 deceduto)
- Albert de Bellièvre † (22 marzo 1599 - 1604 dimesso)
- Claude de Bellièvre † (1º ottobre 1604 - 19 aprile 1612 deceduto)
- Denis-Simon de Marquemont † (5 novembre 1612 - 16 settembre 1626 deceduto)
- Charles Miron † (2 dicembre 1626 - 8 agosto 1628 deceduto)
- Alphonse-Louis du Plessis de Richelieu † (27 novembre 1628 - 23 marzo 1653 deceduto)
- Camille de Neufville de Villeroy † (12 gennaio 1654 - 3 luglio 1693 deceduto)
- Claude de Saint-Georges † (26 ottobre 1693 - 8 giugno 1714 deceduto)
- François-Paul de Neufville de Villeroy † (1º ottobre 1714 - 6 febbraio 1731 deceduto)
- Charles François de Châteauneuf de Rochebonne † (19 novembre 1731 - 21 marzo 1739 deceduto)
- Pierre Guérin de Tencin † (11 novembre 1740 - 2 marzo 1758 deceduto)
- Antoine de Malvin de Montazet † (2 agosto 1758 - 2 maggio 1788 deceduto)
- Yves-Alexandre de Marbeuf † (15 settembre 1788 - 15 aprile 1799 deceduto)
  - Sede vacante (1799-1802)
- Joseph Fesch † (4 agosto 1802 - 13 maggio 1839 deceduto)[38]
  - Joachim-Jean-Xavier d'Isoard † (13 giugno 1839 - 7 ottobre 1839 deceduto) (vescovo eletto)[39]
- Louis-Jacques-Maurice de Bonald † (27 aprile 1840 - 25 febbraio 1870 deceduto)
- Jacques-Marie-Achille Ginoulhiac † (27 giugno 1870 - 17 novembre 1875 deceduto)
- Louis-Marie-Joseph-Eusèbe Caverot † (26 luglio 1876 - 23 gennaio 1887 deceduto)
- Joseph-Alfred Foulon † (26 maggio 1887 - 23 gennaio 1893 deceduto)
- Pierre-Hector Coullié (Couillié) † (15 giugno 1893 - 12 settembre 1912 deceduto)
- Hector-Irénée Sévin † (2 dicembre 1912 - 4 maggio 1916 deceduto)
- Louis-Joseph Maurin † (1º dicembre 1916 - 16 novembre 1936 deceduto)
- Pierre-Marie Gerlier † (30 luglio 1937 - 17 gennaio 1965 deceduto)
- Jean-Marie Villot † (17 gennaio 1965 succeduto - 7 aprile 1967 nominato prefetto della Congregazione del Concilio)
- Alexandre-Charles-Albert-Joseph Renard † (28 maggio 1967 - 29 ottobre 1981 ritirato)
- Albert Decourtray † (29 ottobre 1981 - 16 settembre 1994 deceduto)
- Jean Marie Julien Balland † (27 maggio 1995 - 1º marzo 1998 deceduto)
- Louis-Marie Billé † (10 luglio 1998 - 12 marzo 2002 deceduto)
- Philippe Barbarin (16 luglio 2002 - 6 marzo 2020 dimesso)[40]
- Olivier de Germay, dal 22 ottobre 2020

## Istituti religiosi presenti in arcidiocesi
Nel 2013, contavano case in arcidiocesi le seguenti comunità religiose:
Istituti religiosi maschili
- Agostiniani dell'Assunzione
- Chierici di San Viatore
- Chierici regolari Ministri degli Infermi
- Compagnia di Gesù
- Comunità di San Giovanni
- Congregazione del Santissimo Redentore
- Famiglia missionaria di Nostra Signora
- Fratelli del Sacro Cuore
- Fratelli delle scuole cristiane
- Fratelli maristi delle scuole

- Istituto Cammino Nuovo
- Istituto del Verbo Incarnato
- Missionari oblati di Maria Immacolata
- Oblati di San Francesco di Sales
- Ordine antoniano maronita
- Ordine dei frati minori
- Ordine dei frati minori cappuccini
- Ordine dei frati predicatori
- Società di Maria
- Società Salesiana di San Giovanni Bosco

Istituti religiosi femminili
- Apostoliche di Maria Immacolata
- Ausiliatrici delle anime del Purgatorio
- Benedettine dell'abbazia di Pradines
- Carmelitane scalze
- Compagnia della Santa Croce di Gerusalemme
- Congregazione del ritiro
- Famiglia missionaria di Nostra Signora
- Figlie della carità di San Vincenzo de' Paoli
- Figlie di Maria Ausiliatrice
- Figlie di Nostra Signora delle Missioni
- Istituto delle suore di San Giuseppe
- Missionarie catechiste del Sacro Cuore
- Missionarie della carità
- Oblate del Cuore di Gesù
- Ordine della compagnia di Maria Nostra Signora
- Orsoline dell'unione romana
- Pia società figlie di San Paolo
- Piccole ancelle del Sacro Cuore di Gesù, di Nancy
- Piccole ausiliarie del Cuore Immacolato di Maria
- Piccole sorelle dei poveri
- Piccole suore della Santa Infanzia
- Piccole suore di San Giuseppe di Montgay
- Religiose del Verbo Incarnato
- Religiose dell'Assunzione
- Religiose di Gesù-Maria
- Religiose di Nostra Signora di Sion
- Religiose di Sant'Andrea
- Serve del Signore e della Vergine di Matará
- Serve di Maria ministre degli infermi
- Società del Prado
- Società del Sacro Cuore di Gesù
- Società delle figlie del Cuore di Maria
- Sorelle apostoliche di San Giovanni
- Suore agostiniane di Nostra Signora di Parigi
- Suore armene dell'Immacolata Concezione

- Suore ausiliarie del Clero
- Suore carmelitane di San Giuseppe
- Suore del Sacro Cuore di Gesù e di Maria, di Tournon
- Suore della carità e dell'istruzione cristiana
- Suore della Congregazione di Maria
- Suore della Croce di Gesù
- Suore della Sacra Famiglia di Lione
- Suore della Santissima Trinità
- Suore di Cristo
- Suore di Cristo al Getsemani
- Suore di Gesù Redentore
- Suore di Gesù Servitore
- Suore di Nostra Signora del Buon Soccorso
- Suore di Nostra Signora del Ritiro al Cenacolo
- Suore di Nostra Signora del Santo Rosario, di Pont-de-Beauvoisin
- Suore di Nostra Signora della carità del Buon Pastore
- Suore di Nostra Signora di Chambriac
- Suore di Nostra Signora di La Salette
- Suore di San Carlo
- Suore di San Francesco d'Assisi
- Suore di San Giuseppe di Chambéry
- Suore di San Giuseppe di Lione
- Suore domenicane della Misericordia, di Le Puy
- Suore domenicane di Santa Caterina de' Ricci
- Suore francescane del Sacro Cuore di Gesù, di Villeurbanne
- Suore francescane dell'Immacolata Concezione
- Suore francescane della Propagazione della Fede
- Suore francescane di Santa Maria degli Angeli
- Suore francescane missionarie di Maria
- Suore missionarie della Società di Maria
- Suore missionarie di Nostra Signora d'Africa
- Suore missionarie di Nostra Signora degli Apostoli
- Suore orsoline del Sacro Cuore di Gesù Agonizzante
- Suore ospedaliere di Nostra Signora della Pietà, di Lione

## Statistiche
L'arcidiocesi nel 2021 su una popolazione di 2.038.830 persone contava 1.304.240 battezzati, corrispondenti al 64,0% del totale.
| anno | popolazione | popolazione | popolazione | presbiteri | presbiteri | presbiteri | presbiteri                | diaconi | religiosi | religiosi | parrocchie |
| anno | battezzati  | totale      | %           | numero     | secolari   | regolari   | battezzati per presbitero | diaconi | uomini    | donne     | parrocchie |
| ---- | ----------- | ----------- | ----------- | ---------- | ---------- | ---------- | ------------------------- | ------- | --------- | --------- | ---------- |
| 1970 | 1.700.000   | 2.020.036   | 84,2        | 1.863      | 1.363      | 500        | 912                       | 2       | 980       | 4.600     | 743        |
| 1980 | 1.298.000   | 1.679.000   | 77,3        | 1.216      | 837        | 379        | 1.067                     | 5       | 676       | 3.676     | 522        |
| 1990 | 1.200.000   | 1.630.000   | 73,6        | 1.052      | 652        | 400        | 1.140                     | 22      | 679       | 2.859     | 516        |
| 1999 | 1.224.000   | 1.750.000   | 69,9        | 902        | 517        | 385        | 1.356                     | 40      | 776       | 2.090     | 486        |
| 2000 | 1.200.000   | 1.725.300   | 69,6        | 885        | 500        | 385        | 1.355                     | 44      | 409       | 2.090     | 514        |
| 2001 | 1.200.000   | 1.725.300   | 69,6        | 878        | 493        | 385        | 1.366                     | 46      | 399       | 2.090     | 514        |
| 2002 | 1.200.000   | 1.733.500   | 69,2        | 545        | 450        | 95         | 2.201                     | 48      | 108       | 2.090     | 189        |
| 2003 | 1.200.000   | 1.733.500   | 69,2        | 577        | 484        | 93         | 2.079                     | 50      | 106       | 2.090     | 175        |
| 2004 | 1.200.000   | 1.735.000   | 69,2        | 570        | 470        | 100        | 2.105                     | 51      | 114       | 2.090     | 160        |
| 2013 | 1.246.000   | 1.912.441   | 65,2        | 654        | 366        | 288        | 1.905                     | 64      | 574       | 1.322     | 149        |
| 2016 | 1.240.272   | 1.936.940   | 64,0        | 504        | 328        | 176        | 2.460                     | 80      | 330       | 1.011     | 143        |
| 2019 | 1.288.400   | 2.014.067   | 64,0        | 441        | 290        | 151        | 2.921                     | 88      | 280       | 880       | 133        |
| 2021 | 1.304.240   | 2.038.830   | 64,0        | 312        | 260        | 52         | 4.180                     | 90      | 150       | 935       | 132        |